# المتنة (القطن)

'

تعديل مصدري - تعديل

المتنة هي إحدى قرى عزلة القطن بمديرية القطن التابعة لمحافظة حضرموت، بلغ تعداد سكانها 126 نسمة حسب تعداد اليمن لعام 2004.